# Алтар (вулкан)
Алтар (місцева кечуа назва — Kapak Urku (Kapak — основний, великий, важливий/пишнота, Urku — гора) — стародавній згаслий вулкан. Розташовується в провінції  Чимборасо, Еквадор. Вулкан оточують близько 8 піків, які трохи нижче самого Алтара.

## Основні дані
| Санґай Тунґурауа Кілотоа Каямбе Котопахі Ільїнса Антісана Пічинча Ревентадор Чимборасо Алтар Котакачі Каріуайрасо Сінколагуа К Кіто Гуаякіль Куенкаclass=notpageimage\| Алтар на мапі вулканів Еквадору |

Алтар — стратовулкан, висотою 5321 м. Знаходиться в  Національному парку Сангай, в 170 км на південь від Кіто і в 20 км на схід від  Ріобамби.
Є свідчення індіанців, що вулкан був активний приблизно в 1460 р. і протягом 7 років давав про себе знати. У 1467 р. утворилося новоутворення на кальдері, яке звалилося і основу вулкана знову була усічено старою  кальдерою. Але дослідження геологів вказали на більш древній вік виверження вулкану. Вулкан складений базальтами і андезитами. В околицях вулкана утворилися невеликі озера, вода яких має різний відтінок внаслідок присутності різних вулканічних домішок в породах базальту.
13 жовтня 2000 р. великий блок андезитових  брекчій відламався від вулкана і попрямував на східний схил гори. Згодом він зупинив свій шлях за 900 метрів від озера, яке було біля підніжжя вулкана. Це падіння спровокувало хвилю висотою 50 м, яка почала свій рух по західному схилу. По шляху потоку води утворилися потужні селі з уламками вулканічних порід і каменів. 7-метрові блоки порід пробили свій шлях довжиною 300 м, 1-метрові блоки пробили свій шлях на відстань 1,5 км, досягнувши прилеглої долини. Менш ніж за 2 хвилини потік зніс 3 будинки, які були біля підніжжя вулкана, загинули 80 корів, 23 коні. Потік досяг берегів річки Бланко, рівень якої піднявся відразу на 30 м внаслідок потрапляння гірського селю у воду. Згодом нижню частину долини, що лежала на висоті 3950 м, було покрито 20-метровим шаром мулу. Загинуло 13 людей.

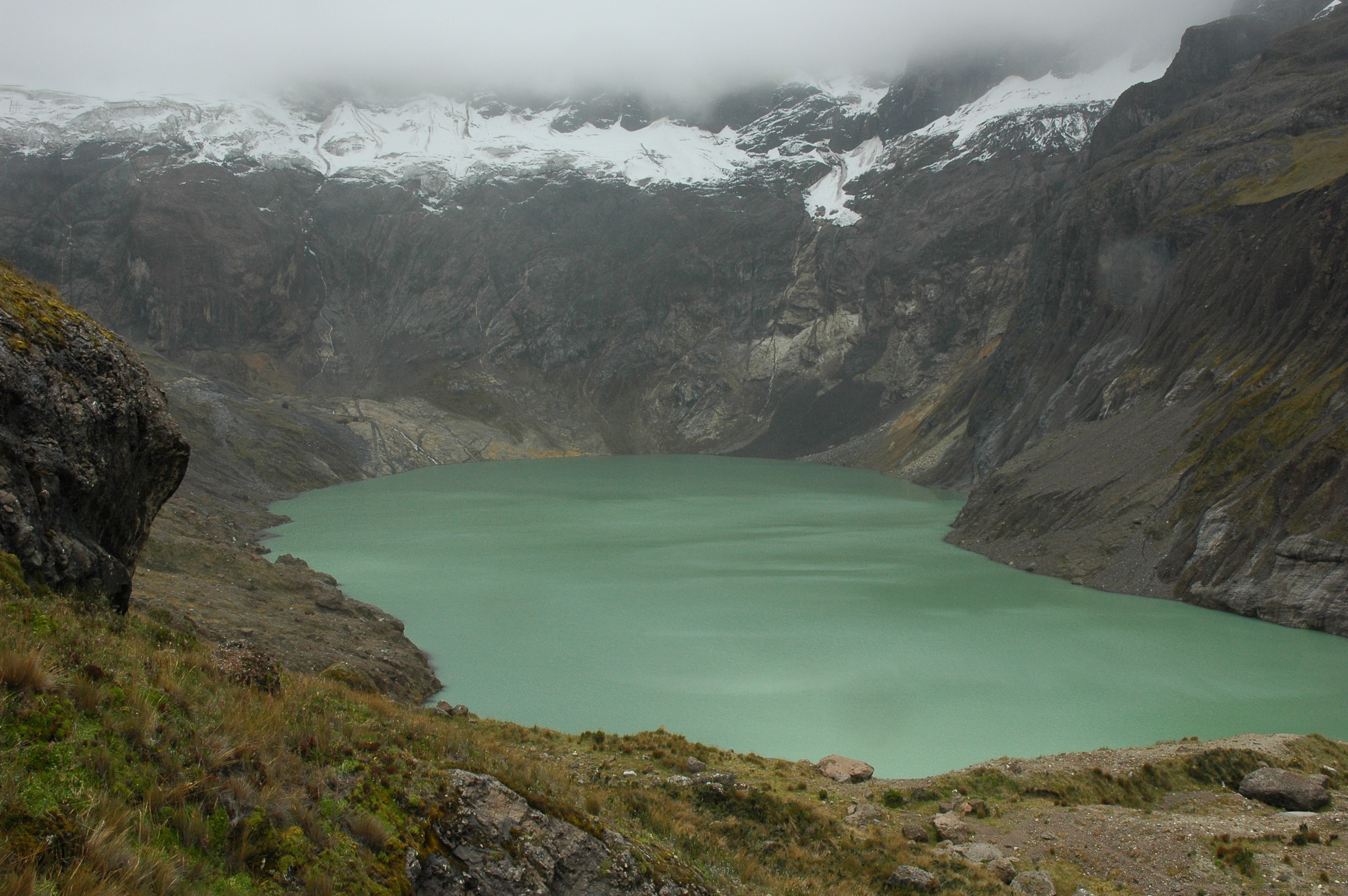
Лагуна Коланес або Амарілла у кратері

Серед альпіністів вважається однією зі складних гір в технічному плані.
Існують різні інтерпретації трактування назви вулкана: 1) Назва вулкана пов'язана з тим, що іспанці побачили схожість довколишніх піків з двома монахинями та 4 послушниками, які слухають єпископа недалеко від церковного вівтаря. 2) Піднесена гора — це вівтар, а довколишні піки — це верхівки земних храмів.
Індіанці називають цю гору «Гора Господня».

## Список вершин
| Назва вершини   | Англійською   | Висота | Напрям від озера    | Перше сходження                                                                         |
| --------------- | ------------- | ------ | ------------------- | --------------------------------------------------------------------------------------- |
| Бішоп           | Bishop        | 5319 м | південь             | липень 7, 1963, Ferdinando Gaspard, Marino Tremonti, Claudio Zardini                    |
| Монж-Гранде     | Great Nun     | 5160 м | південний схід      | серпень 17, 1968, Bill Ross and Margaret Young                                          |
| Монж-Чіка       | Small Nun     | 5080 м | схід-південний схід | січень 16, 1971, Peter Bednar and party                                                 |
| Табернакл       | Tabernacle    | 5180 м | схід                |                                                                                         |
| Фрайл-Орієнталь | Eastern Friar | 5060 м | схід-північний схід |                                                                                         |
| Фрайл-Беато     | Devout Friar  | 5050 м | схід-півн. схід     |                                                                                         |
| Фрайл-Сентрал   | Central Friar | 5070 м | півн. схід          |                                                                                         |
| Фрайл-Гранде    | Great Friar   | 5180 м | північ-півн. схід   | грудень 1, 1972, Lorenzo Lorenzi, Armando Perron, Marino Tremonti                       |
| Канон           | Canon         | 5260 м | північ              | березень 7, 1965, Ferdinando Gaspard, Lorenzo Lorenzi, Marino Tremonti, Claudio Zardini |